# Alfredo Lulich
Alfredo Lulich, o Lugli (Monfalcone, 29 giugno 1931 – Gorizia, 23 dicembre 2009), è stato un calciatore italiano, di ruolo centrocampista.

## Biografia
Nacque in via Polo a Panzano, quartiere operaio di Monfalcone, in provincia di Gorizia. Una volta lasciata la carriera calcistica lavorò a Monfalcone in un cantiere, seguendo anche la squadra locale in cui era cresciuto; dalla moglie Maria Pia ebbe un figlio, Rodolfo. Colpito, in età avanzata, dalla malattia di Alzheimer, fu ospitato per anni nella clinica Villa San Giusto a Gorizia, ove morì il 23 dicembre 2009.

## Caratteristiche tecniche
Giocava come ala e come mediano. Abile tecnicamente, era in possesso di grande potenza nel tiro, che effettuava in prevalenza con il suo piede d'elezione, il sinistro.

## Carriera

### Club
Cresciuto nel C.R.D.A. di Monfalcone, fu prelevato dall'Inter con i compagni di squadra Sergio Morin e Giorgio Valentinuzzi. Si allenò per un periodo con i nero-azzurri, per poi essere inviato in prestito al Vigevano per la stagione 1951-1952 in Serie C. Ebbe poi un breve passaggio al Torino dopo essere rientrato all'Inter dal Vigevano: in entrambe le occasioni fece parte della rosa, ma non scese mai in campo in Serie A. Debuttò in Serie B con il Taranto, assommando 21 presenze nella stagione 1952-1953. Giocò poi nel Fanfulla nella Serie B 1953-1954 (26 partite, 3 gol) e nella successiva Serie C 1954-1955 (32 presenze, 0 reti) tornando in B con la Salernitana nel 1955-1956 (15 presenze). Dopo un ritorno a Monfalcone, in B disputò altre due stagioni, con il Parma: 26 presenze (con 4 gol) nel 1959-1960 e 16 (senza gol) nel 1960-1961. Tornò poi al C.R.D.A., in Serie C, negli anni 1960.

## Palmarès

### Club

#### Competizioni nazionali
- Serie C: 1

Vigevano: Girone A 1951-1952
- Serie D: 1

C.R.D.A. Monfalcone: 1961-1962

## Curiosità
In suo onore è stato intitolato il club di tifosi del Monfalcone.